# Liste der Flüsse in Kroatien
Dieser Artikel gibt einen Überblick zu den Flüssen in Kroatien.
Hydrologisch gehören fast zwei Drittel Kroatiens zum Einzugsgebiet der Donau, die in das Schwarze Meer entwässert. Nur Dalmatien, Istrien und ein schmaler Küstenstreifen entlang des nördlichen Küstenlandes gehören zum Einzugsgebiet des Adriatischen Meeres. Die Donau-Adria-Wasserscheide trennt die trockenen Karstgebiete der Adriaküste vom fruchtbareren Landesinneren.

## Flüsse nach Namen (alphabetisch)
| - Bednja - Biđ - Berava - Boljunčica - Bosut - Cetina - Čabranka - Čađavica - Česma - Čikola - Dobra - Donau (Dunav) - Draga - Dragonja - Drau (Drava) - Gacka - Glina - Glogovica - Grab - Ilova - Jadro - Karašica, Zufluss d. Drau - Karašica, Zufluss d. Donau - Kopanjek - Korana | - Kotarka - Krapanski Potok - Krapina - Krapinica - Kravarščica - Krka - Krčić - Kupa - Kupčina - Lika - Ličanka - Lonja - Ljuta - Mirna - Mrežnica - Mrsunja - Mur (Mura) - Neretva - Odra - Ombla - Orljava - Pakra - Pantana - Pazinčica - Petrinjčica | - Plitvica - Ponikva - Raša - Reka - Rječina - Ruda - Save (Sava) - Slunjčica - Spačva - Sunja - Sušica - Studva - Sutla - Šokot - Tounjčica - Trebišnjica - Trnava - Una - Veličanka - Vrljika - Vuka - Vučica - Zrmanja - Žrnovnica |

## Flüsse nach Einzugsgebiet

### Entwässerung in dasSchwarze Meer

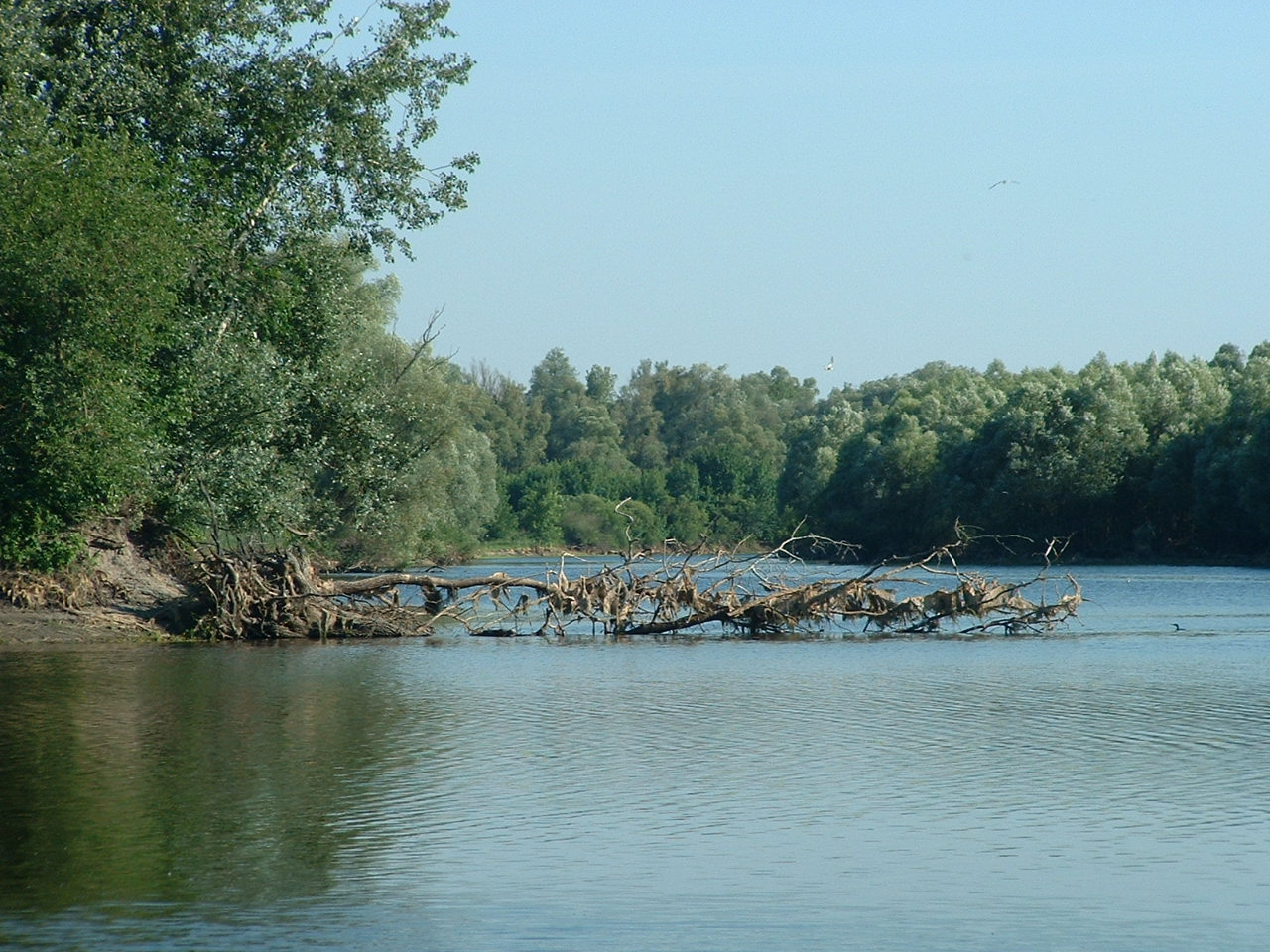
Donau im Naturpark Kopački rit

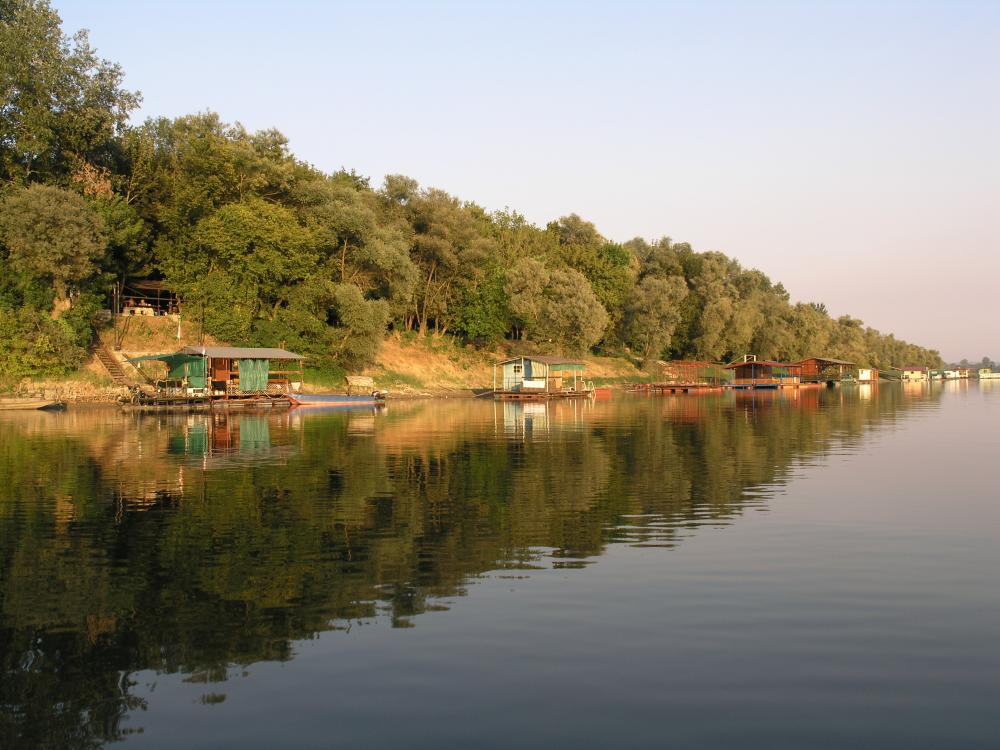
Save bei Slavonski Brod

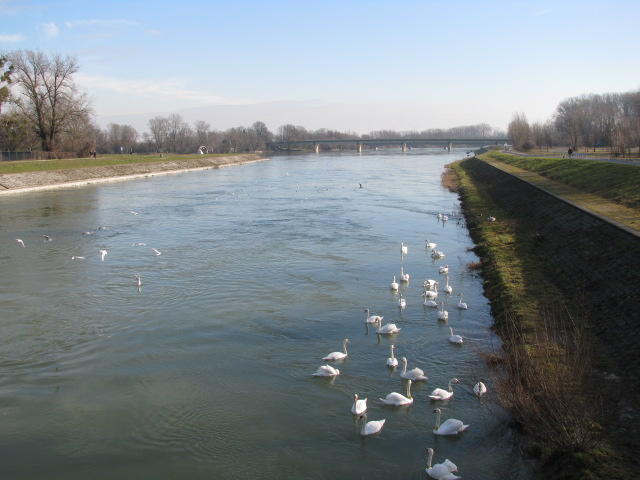
Drau in Varaždin

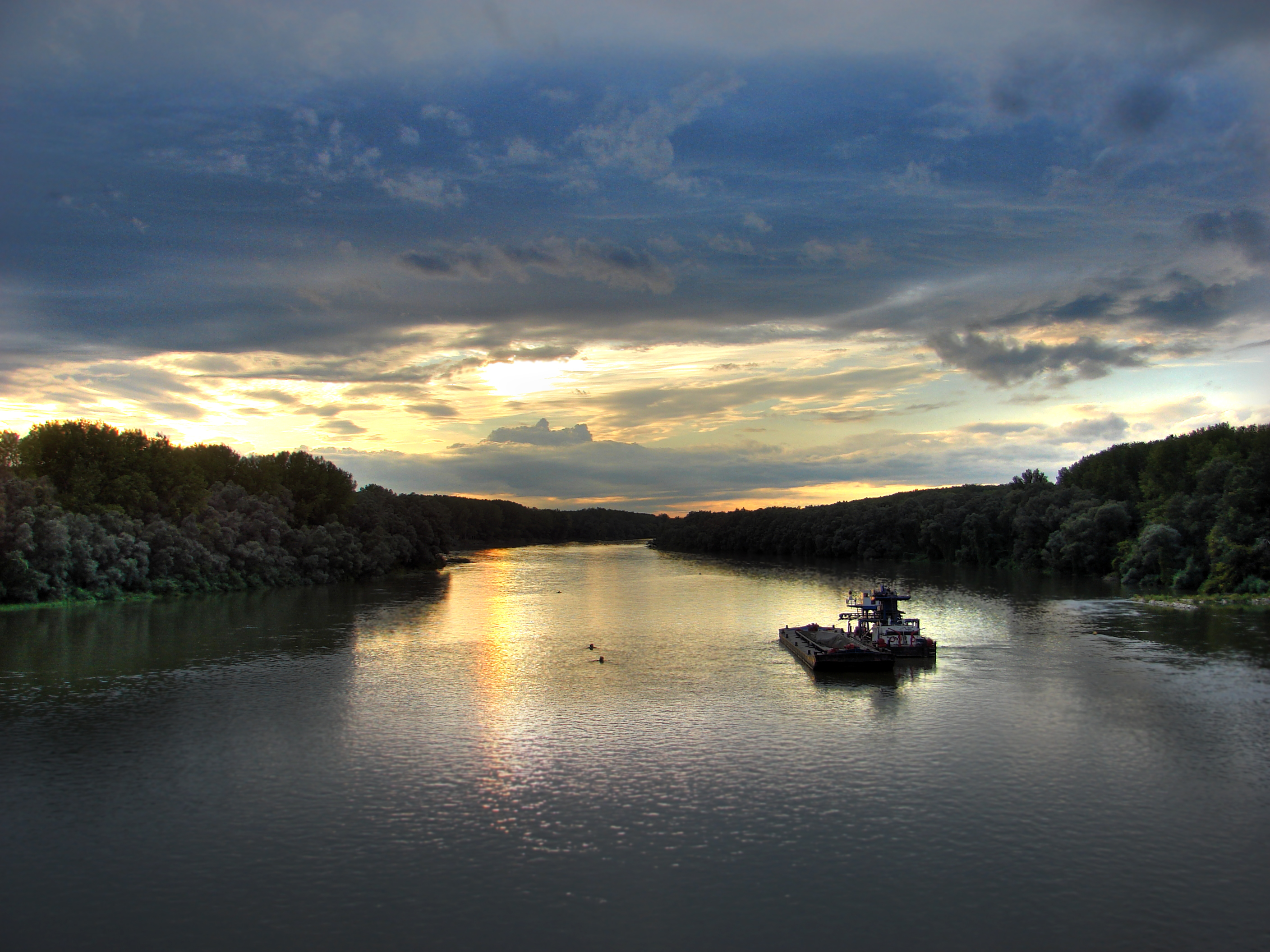
Drau bei der Einmündung der Karašica bei Josipovac

Rund 62 Prozent des Staatsgebiets werden durch ein verzweigtes Flusssystem bedeckt, das im Norden und Westen durch das kroatische Bergland und einige Ausläufer des Dinarischen Gebirges eingenommen wird und im Osten zur Pannonischen Tiefebene gehört. Hydrologisch gehören diese Gebiete zum Einzugsgebiet des Schwarzen Meeres. Save (562 km) und Drau (505 km), die zwei längsten Flüsse Kroatiens, gehören zu diesem Einzugsgebiet, ebenso wie die Donau, in die diese beiden Flüsse münden. Diese drei Flüsse bilden über lange Strecken die Staatsgrenzen des östlichen Kroatien.
Die größten Nebenflüsse der Save sind Sutla, Krapina, Kupa (der längste Fluss, dessen Lauf vollständig innerhalb Kroatiens liegt), Lonja und Una. Die Hauptzuflüsse der Drau sind Mur, Bednja und Karašica; der Fluss Vuka fließt direkt in die Donau. Mit Ausnahme von Drau und Mur, weisen die meisten Flüsse während der Wintermonate einen hohen und während der Sommermonate einen niedrigen Wasserstand auf.
| Fluss        | Länge innerh. Kroatiens | Gesamtlänge | Mündet in      |
| ------------ | ----------------------- | ----------- | -------------- |
| Save         | 562 km                  | 945 km      | Donau          |
| Drau         | 505 km                  | 749 km      | Donau          |
| Kupa         | 296 km                  | 296 km      | Save           |
| Donau        | 188 km                  | 2860 km     | Schwarzes Meer |
| Bosut        | 151 km                  | 186 km      | Save           |
| Korana       | 134 km                  | 134 km      | Kupa           |
| Bednja       | 133 km                  | 133 km      | Drau           |
| Lonja-Trebež | 133 km                  | 133 km      | Save           |
| Česma        | 124 km                  | 124 km      | Lonja-Trebež   |
| Una          | 120 km                  | 212 km      | Save           |
| Vuka         | 112 km                  | 112 km      | Donau          |
| Dobra        | 104 km                  | 104 km      | Kupa           |
| Glina        | 100 km                  | 100 km      | Kupa           |
| Karašica     | 91 km                   | 91 km       | Drau           |
| Sutla        | 89 km                   | 92 km       | Save           |
| Orljava      | 89 km                   | 89 km       | Save           |
| Ilova        | 85 km                   | 85 km       | Lonja-Trebež   |
| Odra         | 83 km                   | 83 km       | Kupa           |
| Krapina      | 75 km                   | 75 km       | Save           |
| Pakra        | 72 km                   | 72 km       | Lonja-Trebež   |
| Sunja        | 69 km                   | 69 km       | Save           |
| Mur          | 67 km                   | 483 km      | Drau           |
| Plitvica     | 65 km                   | 65 km       | Drau           |
| Mrežnica     | 63 km                   | 63 km       | Korana         |
| Glogovnica   | 61 km                   | 61 km       | Česma          |
| Kupčina      | 56 km                   | 56 km       | Kupa           |

Nur Flüsse mit einer Länge von mind. 50 km

### Entwässerung in dasAdriatische Meer
Das adriatische Einzugsgebiet bedeckt rund 38 Prozent des Staatsgebiets; aufgrund der vorherrschenden Sandsteinformationen ist das hydrologische Netzwerk weniger ausgeprägt und die Flüsse entspringen weitläufigen Quellen, verlaufen steiler bergab und weisen kürzere Flussläufe auf. Die größeren unter ihnen sind Mirna, Zrmanja, Krka und Cetina; der größte von ihnen ist die Neretva, obwohl dieser im Bereich seines Mündungsgebiets nur 20 km durch Kroatien fließt und hier auch schiffbar ist. Ebenso zum adriatischen Einzugsgebiet gehören die  unterirdischen Karst-Ströme der Lika und Gacka.
| Fluss   | Länge innerh. Kroatiens | Gesamtlänge | Mündet in         |
| ------- | ----------------------- | ----------- | ----------------- |
| Cetina  | 101 km                  | 101 km      | Adriatisches Meer |
| Lika    | 78 km                   | 78 km       | – (Ponor)         |
| Krka    | 73 km                   | 73 km       | Adriatisches Meer |
| Zrmanja | 69 km                   | 69 km       | Adriatisches Meer |
| Mirna   | 53 km                   | 53 km       | Adriatisches Meer |

Nur Flüsse mit einer Länge von mind. 50 km

## Wirtschaft

### Schifffahrt
Flussschiffahrt hat in Kroatien keinen besonderen Stellenwert. Lediglich die Donauschifffahrt nach Ungarn und Rumänien besitzt eine gewisse Bedeutung für die Häfen in Vukovar und Osijek. Die Drau ist bis Osijek schiffbar; die Save bis Sisak. Kroatien ist Mitglied der Donaukommission.

### Tourismus

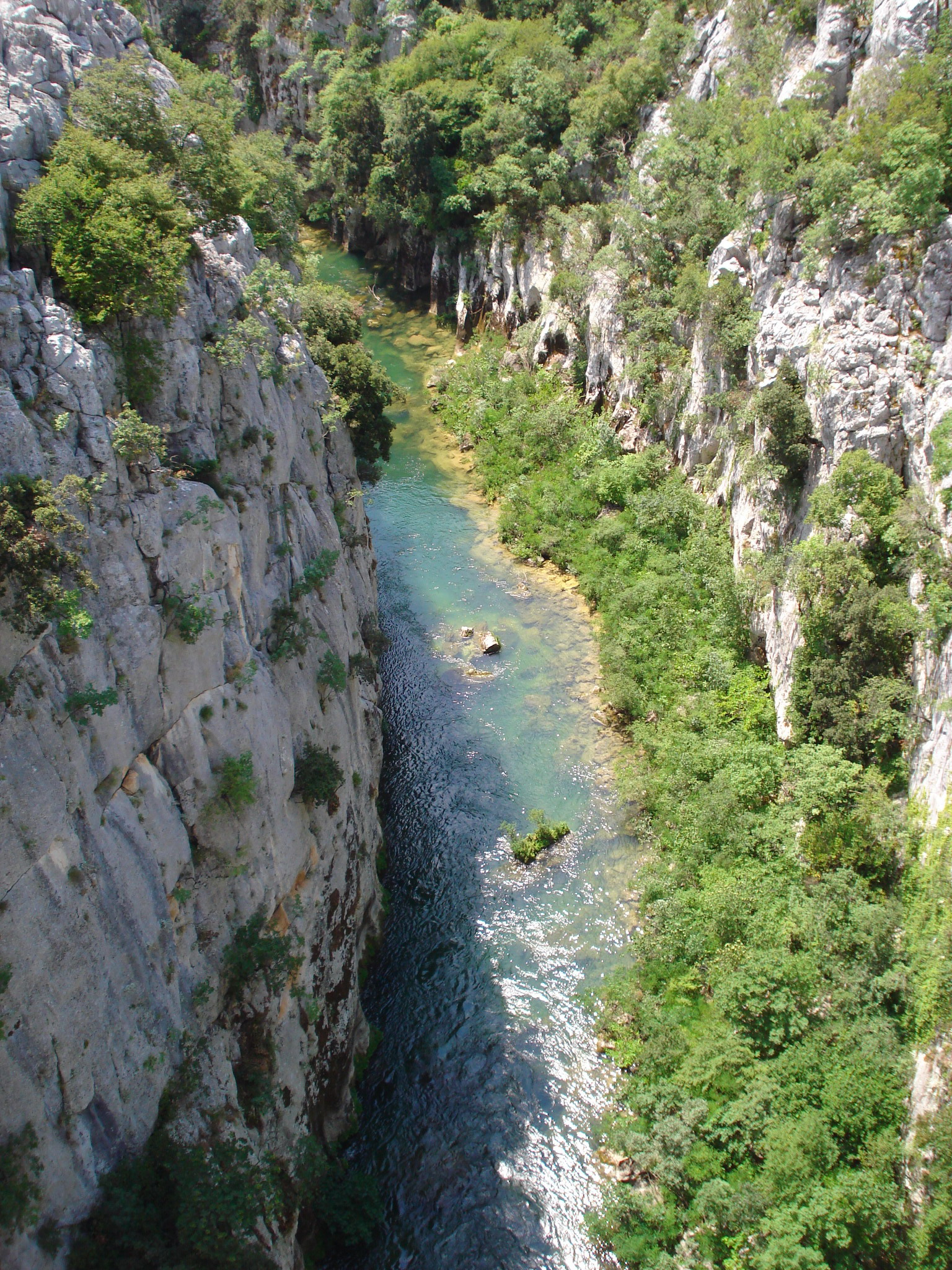
Cetina bei Šestanovac

Eine Vielzahl der Flüsse in Kroatien sind bei Wildwassersportlern für Kayak-, Kanu- und Raftingtouren sehr beliebt. Nachfolgende Tabelle gibt einen Überblick der Flüsse nach Wildwasserschwierigkeit.
| Fluss     | Kategorie nach Wildwasserschwierigkeitsskala | Kategorie nach Wildwasserschwierigkeitsskala | Kategorie nach Wildwasserschwierigkeitsskala | Kategorie nach Wildwasserschwierigkeitsskala | Kategorie nach Wildwasserschwierigkeitsskala |
| --------- | -------------------------------------------- | -------------------------------------------- | -------------------------------------------- | -------------------------------------------- | -------------------------------------------- |
| Korana    | II                                           | III                                          |                                              |                                              |                                              |
| Kupa      | II                                           | III                                          |                                              |                                              |                                              |
| Slunjčica | II                                           | III                                          |                                              |                                              |                                              |
| Rječina   | II                                           | III                                          | IV                                           |                                              |                                              |
| Una       | II                                           | III                                          | IV                                           |                                              |                                              |
| Zrmanja   | II                                           | III                                          | IV                                           |                                              |                                              |
| Cetina    | II                                           | III                                          | IV                                           | V                                            |                                              |

Nur Flüsse mit Abschnitten ab Schwierigkeitsskala III
Entlang der Flussnetze von Donau, Drau und Save besteht ein weit verbreiteter Sportboot-Tourismus. Von geringerer Bedeutung für Kroatien ist die internationale Personenschifffahrt auf der Donau und ihren Nebenflüssen. Drau- und Donauradwege bieten Wanderern und Radfahrern die Erschließung der Flüsse bis ins benachbarte Ausland (Slowenien, Österreich, Ungarn).

## Umweltschutz

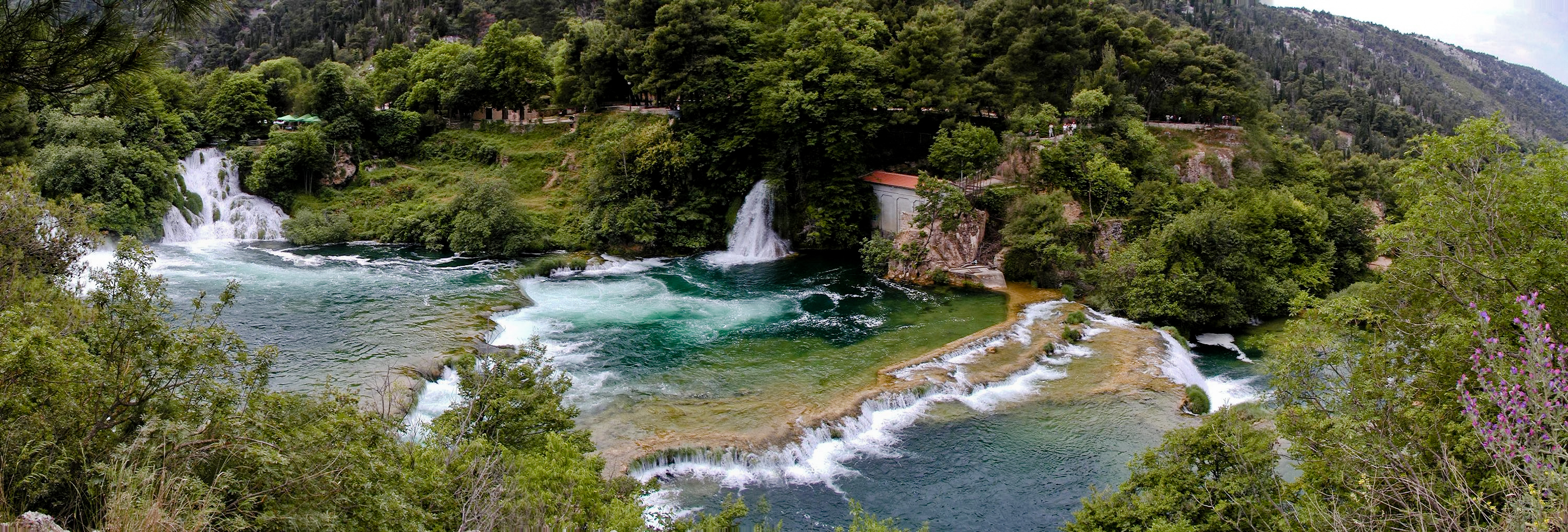
Wasserfälle von Skradinski buk im Nationalpark Krka

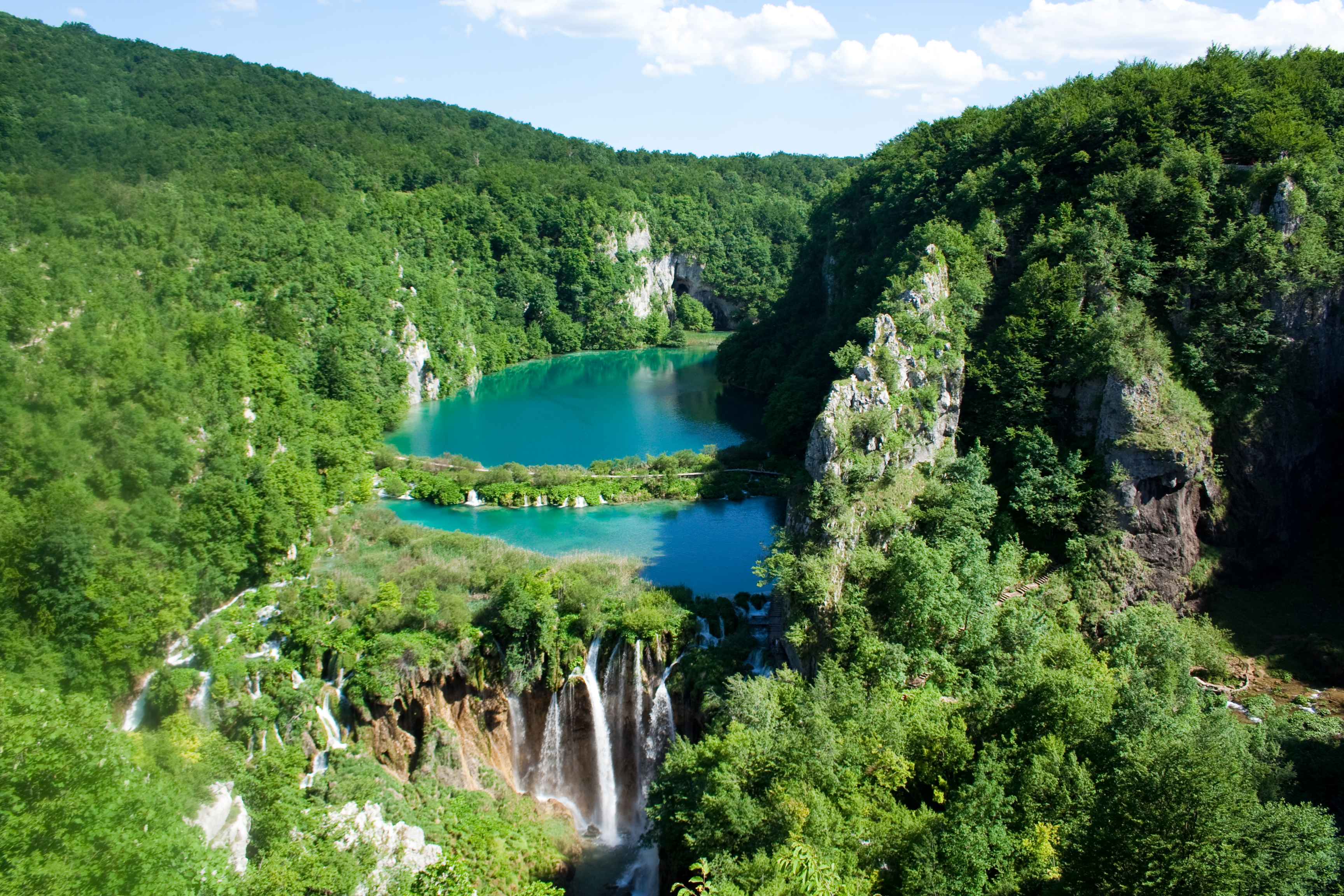
Nationalpark Plitvicer Seen

Einige der Flussläufe in Kroatien stehen unter Naturschutz. Mit ihren Wasserfällen gehören die Nationalparks Krka und Plitvicer Seen zu den bekanntesten, ebenso wie der zu den Ramsar-Gebieten in Kroatien gehörende Naturpark Kopački rit.
Die europäische Naturschutzinitiative „Blaues Herz Europas“ bemüht sich um den Erhalt der Biodiversität in einigen der durch die Errichtung von Wasserkraftwerken gefährdeten Flusslandschaften.